# Xã Moreau, Quận Cole, Missouri
Xã Moreau (tiếng Anh: Moreau Township) là một xã thuộc quận Cole, tiểu bang Missouri, Hoa Kỳ. Năm 2010, dân số của xã này là 2.786 người.